# 尚-皮耶·達胡桑
尚-皮耶·達胡桑（法語：Jean-Pierre Darroussin，1953年12月4日—）是法國男演員、導演和編劇，他曾以《歡樂家庭晚餐》獲得凱薩電影獎最佳男配角。

## 電影作品

### 演員
- 1996:《歡樂家庭晚餐》(Un air de famille)
- 1997:《愛情不罷工》(Marius et Jeannette)
- 2002:《瑪莉嬌和她的兩個情人》(Marie-Jo et ses deux amours)
- 2004:《未婚妻的漫長等待》(Un long dimanche de fiançailles)
- 2011:《法外見真情》(Les Neiges du Kilimandjaro)
- 2011:《溫心港灣》(Le Havre)
- 2013:《愛似朝陽》(Fanny)

### 導演
- 2006:《預言》(Le Pressentiment)

## 外部連結
- 尚-皮耶·達胡桑在互联网电影资料库（IMDb）上的資料（英文）